# Dmîtrivka, Oceac
Dmîtrivka (în ucraineană Дмитрівка) este o comună în raionul Oceac, regiunea Mîkolaiiv, Ucraina, formată numai din satul de reședință.

## Demografie
Componența lingvistică a comunei Dmîtrivka
     Ucraineană (82,9%)
     Rusă (14,08%)
     Alte limbi (1,67%)
Conform recensământului din 2001, majoritatea populației comunei Dmîtrivka era vorbitoare de ucraineană (82,9%), existând în minoritate și vorbitori de rusă (14,08%) și găgăuză (1,01%).